# Куявский, Александр Альфонсович
Алекса́ндр Альфо́нсович Куя́вский (1880—1968) — русский офицер, участник Белого движения на юге России, командир Таганрогского пехотного полка (1920), генерал-майор (1920).

## Биография
Из мещан Варшавской губернии.
Окончил Чугуевское пехотное юнкерское училище, откуда был выпущен подпрапорщиком в 45-й пехотный Азовский полк. 16 апреля 1901 года произведен в подпоручики.
Участник Русско-японской войны. 21 ноября 1904 года был переведен в 88-й пехотный Петровский полк. За боевые отличия награждён двумя орденами, произведен в поручики (производство утверждено Высочайшим приказом от 2 июня 1905 года). По окончании войны 2 августа 1906 года переведен обратно в 45-й пехотный Азовский полк. 10 октября 1909 года произведен в штабс-капитаны.
В Первую мировую войну вступил в рядах 45-го пехотного Азовского полка 12-й пехотной дивизии. Произведен в капитаны 9 декабря 1914 года «за выслугу лет». За боевые отличия награждён всеми орденами до ордена Св. Владимира 4-й степени включительно и представлен к ордену Св. Георгия 4-й степени. Произведен 10 октября 1915 года, «за отличия в делах против неприятеля», — в подполковники, 26 ноября 1916 года — в полковники. 26 апреля 1917 года назначен командиром 46-го пехотного Днепровского полка той же 12-й пехотной дивизии.
В 1918 году служил в украинской гетманской армии: с 10 июля 1918 года был командиром 10-го полка, с 30 сентября — 8-го полка.
С 1919 года участвовал в Белом движении в составе ВСЮР и Русской армии Врангеля, в 1920 году — командир Таганрогского пехотного полка, затем — командир бригады 34-й пехотной дивизии. Награждён орденом Св. Николая Чудотворца. Галлиполиец.
Осенью 1925 года — в составе Алексеевского полка в Болгарии; генерал-майор. В эмиграции — во Франции. Возглавлял группу РОВС в Коломбеле, состоял членом Алексеевского объединения. После нападения Германии на Советский Союз летом 1941 года прибыл в промышленный район местечка Лейна, где собралось значительное число офицеров из Франции и Бельгии. Был зачислен в Объединение русских воинских союзов под руководством генерала фон-Лампе и назначен начальником 8-го отдела (Лейна и окрестности). По окончании войны переехал в Ментону, состоял председателем Ментонского отделения Общества галлиполийцев.
Последние годы жизни провёл в Русском доме в Ментоне, где и скончался в 1968 году. Похоронен на местном кладбище. Его жена Мария Владимировна (1882—1977) похоронена там же. В память о генерале Куявском в Скорбященской часовне на русском кладбище сооружена иконка св. Александра Невского в металлическом окладе.

## Награды
- Орден Святой Анны 4-й ст. с надписью «За храбрость» (ВП 05.03.1906)
- Орден Святого Станислава 3-й ст. с мечами и бантом (ВП 05.03.1906)
- Медаль «В память русско-японской войны» (светло-бронзовая; 1906)
- Орден Святой Анны 3-й ст. (ВП 31.03.1911)
- Медаль «В память 300-летия царствования Дома Романовых» (1913)
- Орден Святого Станислава 2-й ст. (ВП 08.04.1914)
- Орден Святого Владимира 4-й ст. с мечами и бантом (ВП 06.03.1915)
- мечи и бант к ордену Святой Анны 3-й ст. (ВП 10.07.1915)
- Орден Святой Анны 2-й ст. с мечами (ВП 16.05.1916)
- Высочайшее благоволение «за отличия в делах против неприятеля» (ВП 01.01.1917)
- Орден Святителя Николая Чудотворца (Приказ Главнокомандующего № 3651, 16 сентября 1920)
  - старшинство в чине подполковника с 18 мая 1913 года (ВП 13.05.1916)